# Rossija K
Rossija K (russisch Россия К), bis 31. Dezember 2009  Kultura (russisch Культура), ist ein staatlicher Fernsehsender in Russland, der ein kulturorientiertes, werbefreies Spartenprogramm sendet. Er ist Teil der Medienholding WGTRK.

## Geschichte
Der Kanal wurde im August 1997 durch ein Dekret der Regierung gegründet und ging am 1. November 1997 auf Sendung. Es wurden von Anfang an 8 Studios für die verschiedenen Programmanteile unterhalten: Information, Kunst, Musik, Wissenschaft, Film, Archiv, Spezial und Programmdurchführung. 2000 trat der Sender der Europäischen Rundfunkunion bei. Seit Herbst 2001 sendet er täglich von 10:00 Uhr bis 03:00 Uhr (in Moskau bis 02:00 Uhr). Innerrussisch hat der Sender in den Jahren seines Bestehens vergleichsweise viele Kulturpreise erhalten, was jedoch zum Teil auf die mächtigen Proteges des Senders zurückzuführen ist. Am 1. Januar 2010 wurde der Sender, der zuvor Kultura oder RTR Kultura genannt wurde, im Rahmen einer Umstrukturierung der Senderlandschaft der Medienholding in Rossija K umbenannt.

## Programm und Sendungen
Das Programm von Rossija K ist landesweit empfangbar. Es liegt allerdings aufgrund der Zugehörigkeit zur staatlichen Medienholding WGTRK auf einer regierungsunkritischen Linie. Bei einer Erhebung 2004 war Rossija K der Sender mit dem achtgrößten Marktanteil in der Russischen Föderation.
Aufgrund seiner kulturellen Ausrichtung nehmen Konzertsendungen, Dokumentationen und Spielfilme einen breiten Raum im Programm ein. Dabei werden neben Eigenproduktionen auch zahlreiche internationale Produktionen gezeigt. So überträgt der Sender unter anderem das Neujahrskonzert der Wiener Philharmoniker oder zeigt in unregelmäßiger Folge Teile der Sendereihe Schätze der Welt – Erbe der Menschheit. Im fiktionalen Bereich dominieren russische und sowjetische Spielfilme sowie Produktionen des Sowjetischen Fernsehens, es laufen aber auch internationale Filmklassiker und Stummfilme.
Während der programmfreien Zeit wird nach Sendeschluss ein Testbild mit Senderlogo ausgestrahlt. Am Morgen wird bis zum Sendebeginn um 10.00 Uhr von Dienstag bis Sonntag ab 6.30 Uhr, am Montag ab 7.00 Uhr das Programm von Euronews in der russischen Sprachfassung übernommen.
Das Programm wird in vier verschiedenen Programmzonen (genauer: zeitlich versetzten Fassungen) ausgestrahlt: Moskauer Fassung, Fassung 1 (Moskauer Zeit + 7 Stunden), Fassung 2 (Moskauer Zeit + 4 Stunden) und Fassung 3 (Moskauer Zeit + 2 Stunden). Alle Zeiteinblendungen im Programm zeigen allerdings, wie bei den meisten landesweiten Programmen in Russland, die aktuelle Moskauer Zeit an. So beginnen beispielsweise wochentags die abendlichen Kulturnachrichten in Nowosibirsk laut Programm und nach Ortszeit um 19.30 Uhr, die vorher eingeblendete Uhr zeigt aber 15.29 Uhr (also Moskauer Zeit) an. Die Stationsuhr ist von der Gestaltung her an die Pfauenuhr in der Eremitage in Sankt Petersburg angelehnt bzw. verwendet meist als Einleitung einen kurzen Einspielfilm mit Aufnahmen der sich in Bewegung befindlichen Uhr.
Seit dem 1. Februar 2018 sendet der Fernsehsender im Bildformat 16:9.

## Rossija K im Ausland
Außerhalb Russlands kann der Sender auch in Armenien, Belarus und Kasachstan empfangen werden.

## Senderlogos

1. November 1997 bis 23. September 2001
24. September 2001[1] bis 31. August 2002
1. September 2002[2] bis 31. Dezember 2009
Seit 1. Januar 2010